# Ionel Blaga
Ionel Blaga (n. 17 martie 1929, Teșila, Prahova, România – d. 25 aprilie 1994, București, România) a fost un deputat român în legislatura 1990-1992 ales în județul Prahova pe listele partidului FSN. Ionel Blaga a fost ales senator în legislatura 1992-1996 pe listele FSN dar din mai 1993 a devenit membru PD până la decesul său. 
În legislatura 1990-1992, Ionel Blaga era membru în grupurile parlamentare de prietenie cu Republica Coreea, Regatul Spaniei și Canada.